# James M. Mead
James Michael Mead, född 27 december 1885 i Mount Morris, New York, död 15 mars 1964 i Lakeland, Florida, var en amerikansk demokratisk politiker.
Han flyttade 1890 till Buffalo, New York med sina föräldrar. Han gick i skola i Buffalo och arbetade för olika järnvägsbolag. Han var ledamot av New York State Assembly, underhuset i delstatens lagstiftande församling, 1915–1918.
Mead representerade delstaten New Yorks 42:a distrikt i USA:s representanthus 1919-1938. Senator Royal S. Copeland avled 1938 och Mead besegrade republikanen Edward F. Corsi i fyllnadsvalet till USA:s senat.
Mead var ledamot av USA:s senat från New York 1938–1947. Han besegrade kongressledamoten Bruce Barton i 1940 års kongressval. Han bestämde sig för att inte kandidera till omval på nytt utan kandiderade i stället i 1946 års guvernörsval i New York. Han förlorade det valet mot guvernör Thomas Dewey.
Mead avled 1964 och gravsattes på Oakhill Cemetery i Clermont i Florida.